# Rossana Taddei
Rossana Taddei (Montevideo, 19 de marzo de 1969) es una compositora, cantante, guitarrista, intérprete y artista visual uruguaya. 

## Biografía
A la edad de un año se radicó con su familia en Lugano (Ticino, Suiza), país de origen de su padre, regresando a Uruguay en 1981, donde comenzó su actividad musical.
Su formación es principalmente autodidacta complementada con estudios de canto y clarinete.
Grabó su primer disco como solista en 1991 para el sello Sondor con su banda El Camarón. 
El siguiente disco, "Tu luz violeta", fue el primero con canciones propias y desde ese álbum  continuó componiendo ininterrumpidamente, llevando más de 16 discos grabados, uno de los cuales lo comparte con Leo Masliah, "Taddei - Masliah" (Ayuí 1997).
Su música es ecléctica, sin límites estilísticos. Sus canciones van desde el folk, rock, pop, jazz a los ritmos folclóricos latinoamericanos y del Río de la Plata. La canción italiana también forma parte de sus influencias ya que creció en el Ticino y a partir de su adolescencia vive en Uruguay. Es amante de la poesía y eso la llevó a componer dos discos sobre poesías de poetas uruguayos y ticinenses.
Compuso música para obras de teatro, Las Presidentas, Huele a Fiera y Demonios (dirección Marianella Morena).
Participó como artista invitada en la Orquesta Filarmónica de Montevideo y como artista soporte en los conciertos de Vicentico, Paulinho Moska, Gal Costa, Pedro Guerra y Lila Downs. Integró como corista la banda de Gloria Gaynor en sus 3 conciertos realizados en Uruguay. 
Festejó sus 30 años de música con la edición del disco ReUnión (Antología, Bizarro), con sala llena en Teatro Solís.
Creó en el año 2007 el proyecto "MINIMALmambo" junto al baterista Gustavo Etchenique. El dúo ha participado en diferentes escenarios y países (Uruguay, Suiza, España, Italia, Ecuador, Colombia, Brasil y EE. UU.). MINIMALmambo festejó sus 10 años con sala llena en Teatro Solís (2017).
Participó en varios festivales como Estival Jazz de Lugano (Suiza), Barnasants Barcelona, SXSW Texas, Festival de Teatro en Manizales y mercado de las artes Circulart, Colombia, Festival Semana de Música Uruguaya en Porto Alegre, compartiendo escenario con Juana Molina en el Encuentro internacional de cantautores "Arriesgar con la palabra", Teatro Nacional Sucre de Ecuador 2012, entre otros.
En el Estival Jazz actuó con toda la banda y fue invitada por la RSI (Radio Suiza Italiana) a grabar el disco "Feliz" (Aqcua Argentina 2010 - Ayuí Uruguay 2011)
En el año 1985 ganó el Primer Premio en el concurso "L'air du Temps" (Alianza Francesa) viajando a París. Ese mismo año ganó el concurso Festival de La Paz.
A principios de los 90 ganó el concurso Music Quest (Yamaha). En 2014 con su disco BandAlegre (grabado en Suiza) recibió el Premio Graffiti como "Mejor álbum de música urbana" y el Premio Graffiti como "Mejor solista femenina del año" en el 2015 y en el 2017.

## Discografía[6]
- La última tentación de Caperucita Roja (con la banda "Camarón Bombay", 1988)
- De Minas a París (Sondor, 1989)
- Tu luz violeta (Sondor, 1995)
- Taddei-Maslíah (Disco grabado junto a Leo Masliah. Ayuí / Tacuabé, 1997)
- Alas de mariposa (Ayuí, 2001)
- Saliendo al sol (Ayuí, 2004)
- Tocando el agua (Ayuí, 2007)
- Feliz (Acqua-Argentina, grabado en estudios de la RTSI, Suiza, 2008-09)
- Sic transit (selección de poetas uruguayos. Ayuí, 2009)
- Tra cielo e terra (selección de poetas del Ticino, Suiza, 2010)
- MINIMALmambo (grabado en vivo, 2012)
- bandAlegre (grabado en Suiza, 2013)
- Semillas (Bizarro Records, 2016)
- Cuerpo eléctrico (Bizarro Records, 2018)